# Черно-алена цветарница
Черно-алените цветарници (Drepanis coccinea) са вид дребни птици от семейство Чинкови (Fringillidae).
Срещат се в гористи местности на Хавайските острови. Достигат до 15 сантиметра дължина и маса около 20 грама, като женските са по-дребни. Хранят се главно с цветен нектар, който извличат с удължения си клюн.